# 본능 (1975년 영화)
"본능"은 1975년에 개봉한 대한민국의 영화이다.

## 캐스팅
- 박근형
- 홍세미
- 양광남
- 이순재
- 윤양하
- 주증녀
- 이재균
- 한인수
- 임예심
- 봉승현
- 최봉령
- 양춘